# Frank Kovacs
Francis Kovacs fue un jugador de tenis estadounidense cuyo mayor logro fue haber alcanzado la final del Campeonato Norteamericano en 1941, donde cayó ante Bobby Riggs. Fue conocido por su gran cantidad de gestos extravagantes que le valieron el apodo de "Príncipe Payaso del Tenis".

## Torneos de Grand Slam

### Finalista Individuales (1)
| Año  | Torneo                            | Oponente en la final | Resultado       |
| 1941 | US National Singles Championships | Bobby Riggs          | 7-5 1-6 3-6 3-6 |

- Datos: Q2740954
- Multimedia: Frank Kovacs (tennis) / Q2740954